# Anno
Anno és una saga de videojocs de simulació econòmica o construcció de ciutats. De moment se n'han publicat cinc entregues: Anno 1602 (1998), Anno 1503 (2003), Anno 1701 (2006), Anno 1404 (2009) i Anno 2070 (2011) a més de tres paquets d'expansió i un per a l'Anno 2070 (Anno 2070, el misteri del mar), i Anno 2205 (2015).